# Gornji Lipnik
Gornji Lipnik (en serbe cyrillique : Горњи Липник) est un village de Bosnie-Herzégovine. Il est situé dans la municipalité de Sanski Most, dans le canton d'Una-Sana et dans la fédération de Bosnie-et-Herzégovine. Selon les premiers résultats du recensement bosnien de 2013, il ne compte plus aucun habitant.

## Démographie

### Évolution historique de la population dans la localité
| 1948 | 1953 | 1961 | 1971 | 1981 | 1991 | 2013 |
| ---- | ---- | ---- | ---- | ---- | ---- | ---- |
| -    | -    | 482  | 463  | 293  | 233  | 0    |

|  |

### Communauté locale
En 1991, Gornji Lipnik faisait partie de la communauté locale de Lipnik qui comptait 762 habitants, répartis de la manière suivante :